# آژانس خدمات مالی
آژانس خدمات مالی (به انگلیسی: The Financial Services Agency) (به ژاپنی: 金融庁) یک سازمان دولتی ژاپن و تنظیم کننده مالی کشور است که نظارت بر بخش‌های بانکی، اوراق بهادار و مبادلات، حسابداران رسمی، هیئت نظارت بر حسابرسی و بیمه به منظور اطمینان از ثبات سیستم مالی ژاپن را برعهده دارد. این آژانس یک کمیسر دارد و به وزیر امور خدمات مالی گزارش می‌دهد. دفتر اصلی در توکیو واقع شده است.